# 須田倫代
須田 倫代（すだ みちよ、2003年2月25日 - ）は、日本の女子ラグビーユニオン選手。

## プロフィール
- 大阪府出身[2]。
- ポジションはセンター(CTB)。
- 身長 156cm、体重 59kg

## 略歴
2020年、京都成章高校卒業後、追手門学院大学に入る。
2022年、ラグビーワールドカップセブンズ2022の7人制女子日本代表に選ばれた。